# Lara Pulver
Lara Pulver (Southend-on-Sea, 1º settembre 1980) è un'attrice britannica che lavora in campo teatrale, cinematografico e televisivo.

## Biografia
All'età di 13 anni, si sottopone con successo ad un provino per il National Youth Music Theatre, una prestigiosa compagnia teatrale sponsorizzato da Andrew Lloyd Webber, che ha frequentato tra il 1994 e il 1998. Nel 1997 ottiene un posto presso il Doreen Bird College, dove ha studiato danza e teatro musicale a tempo pieno, laureandosi nel 2000. Successivamente ha lavorato come cantante, attrice e ballerina in importanti produzioni teatrali di musical del West End.
Nel 2007 è stata nominata ad un Olivier Award come "Migliore attrice in un musical", a seguito della sua interpretazione nel ruolo di Lucille Frank nella prima produzione del West End del musical Parade, portato in scena alla Donmar Warehouse. Lo stesso anno ricopre il ruolo di Lucinda nella produzione del Covent Garden di Into the Woods. Nel 2009 inizia a lavorare per la televisione, partecipando alla terza stagione della serie televisiva Robin Hood nel ruolo di Isabella.
Nel 2010 avviene il suo debutto cinematografico nel film Legacy, al fianco di Idris Elba, nello stesso anno ottiene un ruolo nel film I due presidenti di Richard Loncraine. Successivamente torna alla televisione, partecipando ad alcuni episodi della terza e quarta stagione di True Blood, dove interpreta la fata madrina di Sookie Stackhouse, Claudine Crane.
Nel 2012 partecipa a due episodi della seconda stagione della serie televisiva Sherlock, nel ruolo di Irene Adler.
Nel 2014 prende parte al musical Gypsy a Chichester nel ruolo di Louise, insieme a Imelda Staunton; nel 2015 riprende la parte a Londra e per la sua interpretazione vince il Laurence Olivier Award alla migliore attrice non protagonista in un musical. Viene nuovamente candidata al Premio Laurence Olivier, questa volta come migliore attrice in un musical, nel 2025 per Fiddler on the Roof.
È stata sposata con Josh Dallas dal 2007 al 2011 e, dopo il divorzio, si è risposata con Raza Jaffrey e la coppia ha avuto due figli.

## Filmografia

### Attrice

#### Cinema
- Legacy, regia di Thomas Ikimi (2010)
- Language of a Broken Heart, regia di Rocky Powell (2011)
- Edge of Tomorrow - Senza domani (Edge of Tomorrow), regia di Doug Liman (2014)
- Spooks - Il bene supremo (Spooks: The Greater Good), regia di Bharat Nalluri (2015)
- A Patch of Fog, regia di Michael Lennox (2015)
- Underworld: Blood Wars, regia di Anna Foerster (2016)

#### Televisione
- Robin Hood – serie TV, 8 episodi (2009)
- True Blood – serie TV, 6 episodi (2010-2012)
- I due presidenti (The Special Relationship), regia di Richard Loncraine – film TV (2010)
- Spooks – serie TV, 6 episodi (2011)
- Sherlock – serie TV, episodi 2x01-3x02 (2012-2014)
- Skins – serie TV, episodi 7x01-7x02 (2013)
- Da Vinci's Demons – serie TV, 19 episodi (2013-2015)
- Fleming - Essere James Bond (Fleming: The Man Who Would Be Bond), regia di Mat Whitecross – miniserie TV (2014)
- Quantico – serie TV, episodi 2x08-2x13 (2016-2017)
- Philip K. Dick's Electric Dreams – serie TV, episodio 1x05 (2017)
- L'alienista (The Alienist) – serie TV, 5 episodi (2020)
- The Split – serie TV, 6 episodi (2022)
- MobLand – serie TV (2025)

### Doppiatrice
- The Witcher: Nightmare of the Wolf, regia di Kwang Il Han (2021)
- Dota: Dragon's Blood – serie animata, 24 episodi (2021-2022)
- Pantheon – serie animata, episodi 1x08-2x04 (2022-2023)
- Blood of Zeus – serie animata, 6 episodi (2024)

## Teatro (parziale)
- Grease, libretto e colonna sonora di Jim Jacobs e Warren Casey. Victoria Palace Theatre di Londra (2003)
- A Chorus Line, libretto di James Kirkwood Jr. e Nicholas Dante, colonna sonora di Marvin Hamlisch, testi di Edward Kleban. Crucible Theatre di Sheffield (2003)
- The Last Five Years, libretto e colonna sonora di Jason Robert Brown. Menier Chocolate Factory di Londra (2006)
- Into the Woods, libretto di James Lapine, colonna sonora di Stephen Sondheim. Royal Opera House di Londra (2007)
- Parade, libretto di Alfred Uhry, colonna sonora di Jason Robert Brown. Donmar Warehouse di Londra (2007), Mark Taper Forum di Los Angeles (2009)
- Gypsy, libretto di Arthur Laurents, colonna sonora di Jule Styne, testi di Stephen Sondheim. Chichester Theatre Festival di Chichester (2014), Savoy Theatre di Londra (2015)
- Guys and Dolls, libretto di Jo Swerling e Abe Burrows, colonna sonora di Frank Loesser. Royal Albert Hall di Londra (2018)
- Fiddler on the Roof, libretto di Sheldon Harnick e Joseph Stein, colonna sonora di Jerry Bock. Regent's Park Open Air Theatre di Londra (2024)

## Doppiatrici italiane
Nelle versioni in italiano delle opere in cui ha recitato, Lara Pulver è stata doppiata da:
- Chiara Colizzi in Sherlock, Fleming - Essere James Bond, L'Alienista - l'angelo delle tenebre, MobLand
- Francesca Fiorentini in Robin Hood, Da Vinci's Demons
- Barbara De Bortoli in Underworld: Blood Wars